# لوییز اردریک
لوییز اردریک (انگلیسی: Louise Erdrich؛ زادهٔ ۷ ژوئن ۱۹۵۴) شاعر، نویسنده، رمان‌نویس، نویسنده کودکان، و نویسندهٔ داستان کوتاه اهل ایالات متحده آمریکا است. وی همچنین برندهٔ جوایزی همچون کمک‌هزینه گوگنهایم، جایزه کتاب آمریکا، جایزه او. هنری، و جایزه کتاب ملی شده‌است. از جمله آثار مطرح وی می‌توان به کتاب لارز اشاره داشت